# Macroglossum melas
Macroglossum melas är en fjärilsart som beskrevs av Rothschild och Jordan 1903. Macroglossum melas ingår i släktet Macroglossum och familjen svärmare. Inga underarter finns listade i Catalogue of Life.